# Успенское сельское поселение (Успенский район)
Успенское сельское поселение — муниципальное образование в Успенском районе Краснодарского края России.
В рамках административно-территориального устройства Краснодарского края ему соответствует Успенский сельский округ.
Административный центр — село Успенское.

## География
Муниципальное образование расположено в центральной части Успенского района. В состав сельского поселения входит 7 населённых пунктов. 
Площадь территории сельского поселения составляет — 173,08 км2. Из них сельскохозяйственные угодья занимают — 151,27 км2 (87,40 %). 

## Население
| 2002    | 2010    | 2012    | 2013    | 2014    | 2015    | 2016    |
| ------- | ------- | ------- | ------- | ------- | ------- | ------- |
| 14 169  | ↗14 785 | ↘14 754 | ↘14 664 | ↘14 527 | ↘14 437 | ↘14 361 |
| 2017    | 2018    | 2019    | 2020    | 2021    | 2023    |         |
| ↘14 208 | ↘14 088 | ↘13 932 | ↘13 855 | ↘13 422 | ↘13 228 |         |

## Населённые пункты
В состав сельского поселения (сельского округа) входят 7 населённых пунктов:
| № | Населённый пункт | Тип населённого пункта | Население (чел.) | Доля от населения (%) |
| - | ---------------- | ---------------------- | ---------------- | --------------------- |
| 1 | Белецкий         | хутор                  | ↘217             | 1,47 %                |
| 2 | Лок              | хутор                  | ↘83              | 0,56 %                |
| 3 | Мичуринский      | посёлок                | ↘1514            | 10,24 %               |
| 4 | Подковский       | хутор                  | ↘64              | 0,43 %                |
| 5 | Украинский       | хутор                  | ↘466             | 3,15 %                |
| 6 | Успенский        | хутор                  | ↘32              | 0,22 %                |
| 7 | Успенское        | село                   | ↘11 286          | 83,93 %               |